# Iani Chaos
Iani Chaos es una región de terreno caótico en el extremo sur del canal de salida Ares Vallis, de la región del cuadrángulo de Margaritifer Sinus (MC-19) del planeta Marte, centrada aproximadamente en ~342°E, 2°S. Esta es la región de origen de Ares Vallis. Se cree ampliamente que el terreno caótico se formó a través de la eliminación de agua o hielo del subsuelo, lo que resultó en inundaciones en la superficie y la formación de Ares Vallis. Dentro de Iani Chaos, depositados estratigráficamente sobre el terreno caótico, hay depósitos suaves, de pendiente baja, de tonos intermedios a claros que son ricos en un mineral hidratado que probablemente sea yeso, así como hematita.

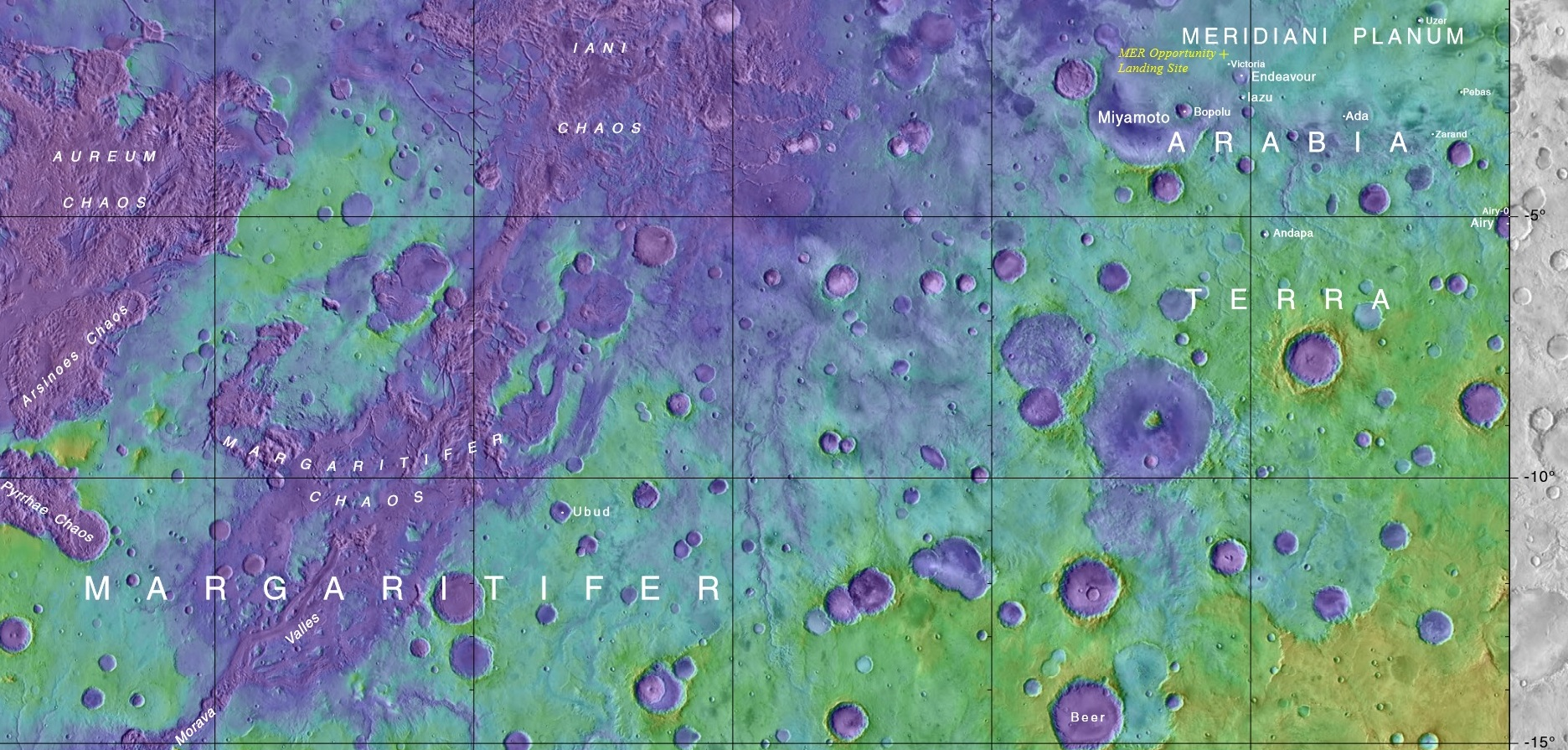
Mapa que muestra la ubicación de Arsinoes Chaos (extremo izquierdo), Iani Chaos, Aureum Chaos, Margaritifer Chaos y otras características cercanas

## Laboratorio de Ciencias de Marte
Se han propuesto varios sitios en el cuadrilátero Margaritifer Sinus como áreas para enviar el próximo gran rover de la NASA en Marte, el Laboratorio de Ciencias de Marte . Entre los 33 mejores sitios de aterrizaje estaba Iani Chaos. La siguiente imagen muestra una posible zona de aterrizaje en Iani Chaos. Allí se han encontrado depósitos de hematites y yeso. Esos minerales generalmente se forman en relación con el agua.
El objetivo del Laboratorio de Ciencias de Marte es buscar signos de vida antigua. Se espera que una misión posterior pueda devolver muestras de sitios identificados como que probablemente contienen restos de vida. Para derribar la nave de manera segura, se necesita un círculo liso y plano de 12 millas de ancho. Los geólogos esperan examinar lugares donde alguna vez se acumuló agua. Les gustaría examinar las capas de sedimentos.

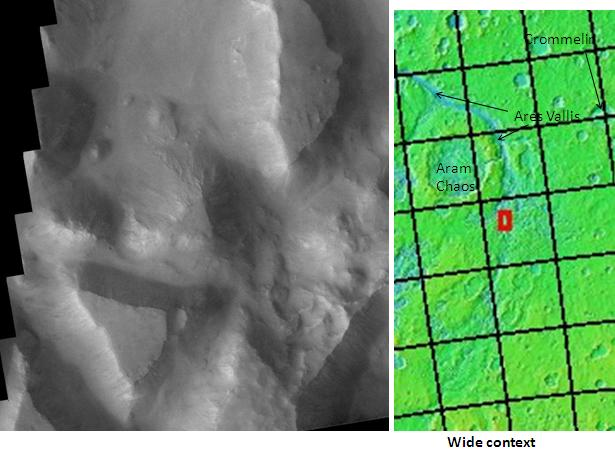
Iani Chaos, visto por THEMIS. La arena de las mesas erosionadas está cubriendo un material de piso más brillante. Haga clic en la imagen para ver la relación de Iani Chaos con otras características locales.
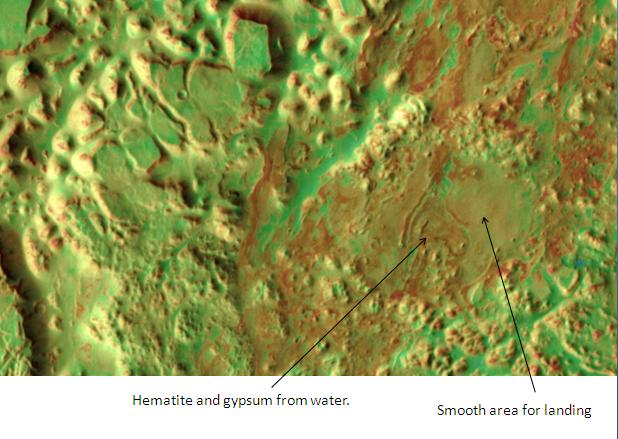
Zona de aterrizaje en Iani Chaos, vista por THEMIS.